# Conte di Cavour
«Конте ді Кавур» (італ. Conte di Cavour) — військовий корабель, головний лінійний корабель типу «Конте ді Кавур» Королівських ВМС Італії за часів Першої та Другої світових війн.

## Історія створення
«Конте ді Кавур» був закладений 10 серпня 1910 на верфі компанії La Spezia Arsenale, Ла-Спеція. 1 квітня 1915 увійшов до складу Королівських ВМС Італії. Своє ім'я отримав на честь графа Кавура.

## Історія служби

### Перша світова війна
Під час Першої світової війни лінкор «Конте ді Кавур» разом з «Джуліо Чезаре» та «Леонардо до Вінчі» входив до складу 1-х дивізії італійського флоту, яка базувалась в Таранто.
За всю війну лінкор зробив лише 3 виходи в море загальною тривалістю 40 ходових годин, не зробивши жодного пострілу по противнику.

### Міжвоєнний період
З 23 липня по 12 грудня 1919 року «Конте ді Кавур» здійснив візит у США. У серпні 1923 разом з «Джуліо Чезаре» брав участь в інтервенції на о. Корфу.
У 1924 році корабель був модернізований. На ньому встановили нову чотириопорну фок-щоглу, при цьому центральні опори попередньої щогли зберегли для використання як опори вантажних стріл. У 1925 році на кораблі була змонтована нова система управління вогнем.
На середній башті було обладнане місце для літаючого човна Macchi М.18.
12 травня 1928 року лінкор був виведений в резерв.
У 1932 році Франція заклала два нових лінкори типу «Дюнкерк». Оскільки Італія не мала змоги будувати нові лінкори, як відповідь було вирішено модернізувати наявні кораблі.
Реконструкція «Конте ді Кавур» розпочалась в жовтні 1933 року в Трієсті.
На кораблі було замінено 60 % наявних конструкцій, встановлено нову артилерію. Повністю була замінена силова установка, її потужність зросла з 31 000 к.с. до 70 000 к.с., а швидкість до 28 вузлів. Водотоннажність корабля зросла з 23 00 до 26 400 т.
6 червня 1937 року модернізований «Конте ді Кавур» вступив у стрій.

### Друга світова війна
Після вступу Італії у Другу світову війну 10 червня 1940 року «Конте ді Кавур» був включений до 5-ї дивізії лінкорів і базувався в Таранто.
Лінкор брав участь у битві біля Калабрії 9 липня 1940 року.
30 серпня - 1 вересня брав участь в операції Hats проти британського конвою на Мальту.
В ніч з 11 на 12 грудня під час британської атаки на Таранто в «Конте ді Кавур» був уражений торпедою, яка влучила в правий борт між баштою "2 і бойовою рубкою. В результаті влучання загинуло 17 чоловік, корабель сів на дно. Екіпаж залишив корабель.
У липні 1941 року лінкор був піднятий та відбуксований в Трієст. Під ча відновлювального ремонту планувалось збільшити кількість зенітних гармат (6 x 2 135-мм/40, 12 x 65-мм/64) та встановити РЛС. На момент капітуляції Італії ці роботи завершити не встигли, проте на корабель були встановлені гармати головного калібру (які зняли під час підйому корабля у 1941 році), а також 135-мм зенітні гармати.
10 вересня 1943 року корабель був затоплений на мілководді, щоб уникнути його захоплення німцями. Згодом він був піднятий німцями, але 15 лютого 1945 року потоплений американською авіацією.
Рештки корпусу були підняти частинами протягом 1947-1952 років і здані на злам.